# Amady Mbaré Diop
Pour les articles homonymes, voir Diop.
Amady Mbaré Diop (né le 4 septembre 1973) est un judoka sénégalais.

## Biographie
Il est médaillé de bronze dans la catégorie des moins de 78 kg aux Championnats d'Afrique 1997 à Casablanca. Aux Championnats d'Afrique 2000 à Alger, il remporte la médaille de bronze toutes catégories.